# Nanocső
A nanocsövek olyan apró, nanoméretű, belül üres, henger alakú anyagi szerkezetek, melyek falát azonos vagy különböző, egymással kovalens kötéssel összekapcsolódó atomok alkotják. Néhány nanométeres belső átmérőjükhöz képest hosszuk több tíz- vagy százezerszer is nagyobb lehet.
Előállítottak már szén, bór-nitrid, szilícium-dioxid, titán-dioxid, réz(II)-oxid, cink-oxid nanocsöveket is.

## Szén nanocsövek
A szén nanocsövek a szén harmadikként felfedezett allotrop módosulatai, azaz a fullerének családjának a tagjai. Átmérőjük a nanométeres tartományba esik: 0,6–1,8 nm, hosszuk néhány mikrométertől akár centiméteres nagyságig is terjedhet. A csövek falának vastagsága egyetlen szénatom átmérőjének felel meg. Az emberi hajszálnál négy nagyságrenddel vékonyabbak. A többfalú szén nanocsövek átmérője 1–100 nm között változik.

### Ismeretterjesztő weblapok, cikkek
- Újszerû szén nanocsõ architektúrák. www.nanotechnology.hu. (Hozzáférés: 2017. május 18.)
- Kürti Jenő: Szén nanocsövek: A jövő – és részben már a jelen – ígéretes anyagai. (Hozzáférés: 2017. május 18.)
- Biró László Péter (2003). „Nanovilág: A szén nanocsőtől a kék lepkeszárnyig”. Fizikai Szemle, Budapest (11), Kiadó: Eötvös Loránd Fizikai Társulat. [2018. március 28-i dátummal az eredetiből archiválva]. (Hozzáférés: 2017. május 18.)
- Márk Géza István (2006). „Egy hullámcsomag kalandjai az alagútmikroszkópban”. Fizikai Szemle, Budapest (6), Kiadó: Eötvös Loránd Fizikai Társulat. [2018. március 28-i dátummal az eredetiből archiválva]. (Hozzáférés: 2017. május 18.)
- NT research = Graphite Nano-Arches =. www.lehigh.edu. (Hozzáférés: 2017. május 18.)
- Fullerének és szén nanocsövek. [2016. március 4-i dátummal az eredetiből archiválva]. (Hozzáférés: 2017. május 18.)
- HÍREK A NAGYVILÁGBÓL SZÉN NANOCSÖVEK

## További információ
- Új trónkövetelő a szén-nanoszerkezetek világában
- Atomokkal biliárdozó
- Nanotube Modeler (nanocsövek modellezése)
- Bor-nitrid nanocsövek (német)
- Bornitrid-Nanoröhren verwendet, um Meerwasser zu entsalzen
- Bornitrid-Nanoröhren
- Die Divas der Nanowelt – Bornitrid-Nanoröhren
- CuO Nanotubes[halott link]
- Fabrication and microstructure analysis on zinc oxide nanotubes
- Nano csövek – video
- 10 gigabitet hordozhat a nanocső chip
- Rézvezeték helyett szén nanocső
- Nanocső-"szövet"